# Janusz Werstler
Janusz Werstler (ur. 11 grudnia 1939 roku w Kałuszu, zm. 21 grudnia 2016 w Żarach) – polski nauczyciel, poeta i publicysta.

## Życiorys
W 1954 przybył do Żar, gdzie pracował jako nauczyciel (ukończył Wyższą Szkołę Pedagogiczną w Gdańsku). Był działaczem Stronnictwa Demokratycznego z ramienia którego bez powodzenia kandydował w wyborach parlamentarnych 1991 w okręgu zielonogórsko–leszczyńskim. Był członkiem Związku Literatów Polskich oraz honorowym obywatelem miasta Żary.

## Twórczość
Wiersz Nadodrze z 1961 okazał się jego wielkim debiutem. Założył też grupę poetycką "Dziewin" (1962), a także był pomysłodawcą kilku ważnych inicjatyw w instytucjach kulturalnych w Żarach. Opublikował wiele zbiorów wierszy m.in.: Pytania, Krajobrazowo, Najbliżej serca, Ocalone w słowie, Psalm o mieście.